# Diego Fabbrini
Diego Fabbrini (n. 31 iulie 1990, San Giuliano Terme, Toscana, Italia) este un fotbalist italian, care joacă pe post de atacant la Ascoli în Serie B. Pe plan internațional, are prezențe la națională pentru Italia U21⁠(d) și Italia.